# J0437+2456
J0437+2456 est une galaxie située à 230 millions d'années-lumière de la Voie lactée.

## Trou noir supermassif
Le trou noir supermassif détecté dans cette galaxie, d'une masse de 3 millions de fois celle du Soleil, présente un mouvement de 175 000 km/h par rapport au centre de la galaxie.
La raison de cette vitesse relative est due, soit aux conséquences d'une coalescence de 2 trous noirs de masses inégales, qui par impulsion des ondes gravitationnelles ont donné cette vitesse de fuite. Ou bien, à l'existence d'un système binaire de trous noirs, dont l'autre membre de la paire est encore non détecté.